# Martha Aßmann
Lina Martha Aßmann, gelegentlich auch Assmann, (* 23. Dezember 1895 in Chemnitz; † Februar 1941) war eine deutsche nationalsozialistische Funktionärin. Sie war von 1930 bis 1931 Reichsführerin des Bundes Deutscher Mädel (BDM).

## Leben
Aßmann stammte aus Sachsen und erlernte nach dem Schulbesuch den Beruf einer Verkäuferin, als solche übernahm sie später eine Filiale. Frühzeitig begeisterte sie sich für nationalsozialistische Ideen und trat zum 13. August 1925 der NSDAP bei (Mitgliedsnummer 15.116). In Chemnitz gründete sie im Jahre 1925 eine erste nationalsozialistische Organisation für Mädchen, deren Leitung sie übernahm. Nach ihrem Vorbild und mit ihrer Unterstützung bildeten sich im Freistaat Sachsen mehrere dieser Mädchenorganisationen heraus. Aufgrund dieser Verdienste erfolgte im Dezember 1928 die Berufung von Martha Aßmann zur Reichsführerin der Hitlerjugend-Schwesternschaft und im Juni 1930 zur Reichsführerin des BDM, der aus mehreren Mädchengruppen innerhalb der NSDAP gebildet worden war. Sie hatte ihren Dienstsitz in Chemnitz, Blankenauer Straße 31. Unter ihrer Führung war bis zur Eingliederung des BDM in die Hitlerjugend die Zahl der weiblichen Mitglieder im BDM auf 1711 Mitglieder angewachsen.
Da sich Martha Aßmann mehr auf Sachsen konzentrieren wollte, gab sie 1931 die BDM-Führung an Elisabeth Greiff-Walden ab und übernahm die Leitung des BDM im NSDAP-Gau Sachsen. Diese Funktion behielt sie bis 1932. Ihr weiterer Lebensweg ist nicht erforscht.

## Ehrungen
- Goldenes Parteiabzeichen der NSDAP